# Ламброс Коромилас
Ла̀мброс Коромила̀с (на гръцки: Λάμπρος Κορομηλάς) е виден гръцки икономист, политик и дипломат, един от главните организатори и ръководни дейци на Гръцката въоръжена пропаганда в Македония.

## Биография

### Ранни години
Коромилас е роден в 1856 година в Атина. Син е на известния гръцки издател от XIX век Андреас Коромилас. Ламброс учи в Тюбинген и в Париж, както и в Цариград. Взема участие в гръцкото критско въстание през 1896 година и в Гръцко-турската война от 1897 година. Между 1898 – 1899 година генерален секретар на финансовото министерство на Гърция. В 1904 година Коромилас става гръцки консул в Пловдив, България, но през май е преместен в консулството в Солун, Османската империя. Гръцките консулства пряко започват да участват и да организират гръцките комитет и чети в областта.

### Начело на гръцката въоръжена пропаганда в Македония
Коромилас остава консул в Солун до 1907 година и е основен оргинизатор на Гръцката въоръжена пропаганда в Македония – той е начело на гръцкия Македонски комитет в Солунско, успоредно на Павлос Мелас и Германос Каравангелис в Костурско и Йон Драгумис в Битолско. През 1906 година Коромилас вече е начело на цялата централизирана организация на гръцките македонски комитети. Към него са прикрепени гръцките офицери Димитриос Какавос, Атанасиос Ексадактилос и Александрос Мазаракис, които са в пряка връзка с Гръцкия македонски комитет в Атина.
В 1904 година в ролята си на консул в Солун се среща с Павлос Мелас, обсъжда с него положението на елинизма в Македония и заедно изготвят план за гръцка четническа акция срещу българските чети. Лятото на същата година успешно привлича ренегата от ВМОРО Иван Радналията на гръцка страна в Тиквешията. В началото на 1906 година се опитва чрез подкуп да привлече на гръцка страна Апостол войвода. По същото време в Солун пристига гръцкия офицер Атанасиос Сулиотис, с който организират разузнавателна организация и екзекутивен (тоест терористичен) отряд, финансиран пряко от консулството.
Действията на Коромилас предизвиква протестите на османското правителство, което принуждава гръцкото правителство да го отзове от консулската служба в Солун. Въпреки това той приема титлата генерален инспектор на македонските гръцки консулства и продължава дейността си до края на 1907 година, когато е назначен за посланик във Вашингтон.

### Дипломатическа и политическа кариера
Коромилас остава във Вашингтон от 1907 до 1910 година. През 1910 година е избран за депутат в Гръцкия парламент. Назначен е за финансов министър в кабинета на Елефтериос Венизелос. На този пост остава до 17 август 1912 година, когато застава начело на министерството на външните работи. Заради несъгласие с политиката на Венизелос подава оставка на 18 август 1913 година. След това е изпратен като посланик на Гърция в Рим, Италия. През 1920 година се пенсионира и заминава за САЩ. Ламброс Коромилас умира в 1923 година в Ню Йорк.
Сградата на гръцкото консулство в Солун в периода 1904 – 1907 година е превърнато в Музей на Македонската борба, а кабинетът на Коромилас е превърнат в изложбена зала с негови лични вещи. За дейността си Коромилас е награден с гръцки държавни отличия. Автор е на много научни трудове, най-важни сред които са книгата „Гръцките финанси от 1848 до 1903 година“ и статията „Приходи и такси“ от 1892 година.